# معركة باخموت
معركة باخموت(4) كانت معركة كبرى بين القوات المسلحة الروسية والقوات المسلحة الأوكرانية للسيطرة على مدينة باخموت، خلال حملة شرق أوكرانيا، إحدى مسارح الغزو الروسي لأوكرانيا. ويعتبرها بعض المحللين العسكريين أكثر المعارك دموية في أوروبا منذ نهاية الحرب العالمية الثانية.
بدأ قصف باخموت في مايو 2022، وانطلقت الهجمات الروسية على مداخل المدينة البعيدة في أوائل يوليو. بدأ الهجوم الرئيسي على المدينة نفسها بعد تقدم القوات الروسية من جهة بوباسنا عقب الانسحاب الأوكراني من تلك الجبهة. تألفت قوة الهجوم الرئيسية بالأساس من مرتزقة مجموعة فاغنر شبه العسكرية الروسية، بدعم من القوات الروسية النظامية وعناصر ميليشيا جمهورية دونيتسك الشعبية.
أصبحت جبهة باخموت-سوليدار محوراً هاماً للحرب في أواخر 2022، عقب الهجمات المضادة التي شنتها أوكرانيا على خاركيف وخيرسون، حيث كانت واحدة من خطوط المواجهة القليلة التي بقيت روسيا فيها في وضع هجومي. اشتدت الهجمات على المدينة في نوفمبر 2022، حيث عُززت القوات الروسية المهاجمة بوحدات أعيد نشرها من جبهة خيرسون، إلى جانب المجندين الجدد. بحلول هذا الوقت، تحول جزء كبير من خط المواجهة إلى حرب خنادق ثابتة، حيث عانى كلا الجانبين من خسائر فادحة دون أي تقدم كبير. تمكنت قوات فاغنر من كسب الأرض تدريجياً عبر الهجمات المتكررة باستخدام المدانين السابقين. وبحلول فبراير 2023، استولت على أراضٍ في شمال وجنوب باخموت وهددت بالتطويق. بدأت القوات الأوكرانية في الانسحاب ببطء إلى عمق المدينة، وتحولت المعركة إلى حرب مدن شرسة. بحلول مارس 2023، استولت القوات الروسية على النصف الشرقي من المدينة، حتى نهر باخموتكا.
سيطرت القوات الروسية على معظم باخموت بحلول 20 مايو 2023، مع ادعاء الجيش الأوكراني السيطرة على شريط صغير من المدينة على طول الطريق السريع تي0504. ومع ذلك، بدأت أوكرانيا هجمات مضادة على أجنحة روسيا، ساعيةً إلى تطويق المدينة. في نفس الوقت تقريباً في 25 مايو، بدأت فاغنر بالانسحاب من المدينة لتحل محلها قوات روسية نظامية، وسط خلافات داخلية حادة بين قيادة فاغنر والقيادة الروسية العليا. في سبتمبر 2023، قال الرئيس زيلينسكي إن أوكرانيا ستواصل القتال لاستعادة باخموت.
أصبحت معركة باخموت واحدة من المعارك المركزية في الحرب الروسية الأوكرانية، على الرغم من أنها كانت في البداية هدفاً ذا أهمية تكتيكية أقل، فقد اكتسبت أهمية رمزية كبيرة لكلا الجانبين، حيث وصفها الرئيس زيلينسكي بـ"حصن معنوياتنا"، وكذلك بسبب الاستثمار الضخم في القوى العاملة والموارد التي استخدمها كلا الجانبين للسيطرة على المدينة. وُصفت معركة باخموت بأنها "مفرمة لحم" و"مستنقع" لكل من الجيشين الأوكراني والروسي. وقد أدت شدة المعركة والعدد الكبير من الضحايا الذين تساقطوا من كلا الجانبين أثناء القتال، إلى جانب الخنادق والحرب الحضرية، إلى مقارنتها بمعركة فردان في الحرب العالمية الأولى، وكذلك بمعركة ستالينغراد في الحرب العالمية الثانية. وقد وُصفت بأنها المعركة الحضرية الأكثر شهرة في الحرب، وسُجلت كموقع "لبعض أعنف المعارك الحضرية في أوروبا منذ الحرب العالمية الثانية".

## الهوامش
1. لم يُحدَّد تاريخ بدء المعركة بدقة. شُنَّت الهجمات على الطرق البعيدة المؤدية إلى المدينة في أوائل يوليو 2022. وترى وكالة "ميديازونا" الإعلامية أن مقتل أول مسجون مُجنَّد من مجموعة فاغنر في منطقة باخموت في 15 يوليو 2022 هو تاريخ بدء المعركة. في المقابل، ترى منظمة التحقيق "سي آي تي" أن المعركة بدأت بعد استيلاء القوات الروسية على محطة فوهليهيرسكا للطاقة، التي استولت عليها في 26 يوليو 2022.
2. لا يوجد إجماع واضح بشأن تاريخ نهاية المعركة.
3. حتى ضمها إلى روسيا في 30 سبتمبر 2022.
4. تعرف المعركة أيضاً باسم «مفرمة باخموت» (بالروسية: Бахму́тская мясору́бка) وقد شهد موقعها معركة أخرى في 2014 حملت اسم معركة أرتيميفسك والتي انتهت بانتصار القوات الأوكرانية على قوات جمهورية دونيتسك. حينها كان اسم المدينة أرتيميفسك وهو الاسم الذي أُطلق عليها إبان الفترة السوفيتية قبل أن تقوم السلطات الأوكرانية بإعادة اسمها إلى باخموت في 2016 ومع ذلك لا تزال القوات الروسية وحلفاؤها يشيرون إلى المدينة باسم أرتيميفسك.